# Vrocourt
Vrocourt é uma comuna francesa na região administrativa de Altos da França, no departamento de Oise. Estende-se por uma área de 4,4 km². Em 2010 a comuna tinha 34 habitantes (densidade: 7,7 hab./km²).